# X8结构域
X8结构域（英語：X8 Protein Domain）是一种存在于原生質絲中的蛋白质结构域，通过糖磷脂酰肌醇（GPI）锚定在细胞膜上，为原生質絲提供结构强度。